# Toshirō Maeda
Toshirō Maeda (前田藤四郎) (1904-1990) est un graveur et illustrateur japonais. Il appartient au mouvement sōsaku-hanga.

## Biographie
Toshirō Maeda naît à Akashi. Après ses études à l’École commerciale de Kobe, il travaille comme illustrateur au département publicitaire d'un grand magasin. Installé à Osaka, il travaille ensuite chez l'imprimeur Seiunsha (青雲社).
Il participe pour la première fois à une exposition de gravures en 1929.
Pendant la Seconde Guerre mondiale, il est actif en Mandchourie, au sein de la North-east Asia Culture Development Society.
Maeda meurt à Osaka en 1990.

## Style
Maeda pratique surtout la linogravure, mais il réalise aussi des xylographies. Il est autodidacte, mais il a appris les rudiments de son art dans un manuel d'Un'ichi Hiratsuka.
Dans les années 1930, Maeda réalise des gravures surréalistes. Il est possible que Jirō Yoshihara l'ait introduit dans ce mouvement. En 1932, il commence à expérimenter la combinaison de photographie et de gravure.
Après la guerre, il adopte un style plus abstrait et cubiste.